# Злотне
Злотне (пол. Złotne) — село в Польщі, у гміні Навойова Новосондецького повіту Малопольського воєводства.
Населення — 146 осіб (2011).
У 1975-1998 роках село належало до Новосондецького воєводства.

## Демографія
Демографічна структура станом на 31 березня 2011 року:
|          | Загалом | Допрацездатний вік | Працездатний вік | Постпрацездатний вік |
| -------- | ------- | ------------------ | ---------------- | -------------------- |
| Чоловіки | 71      | 12                 | 52               | 7                    |
| Жінки    | 75      | 21                 | 43               | 11                   |
| Разом    | 146     | 33                 | 95               | 18                   |